# Investigaciones Discovery

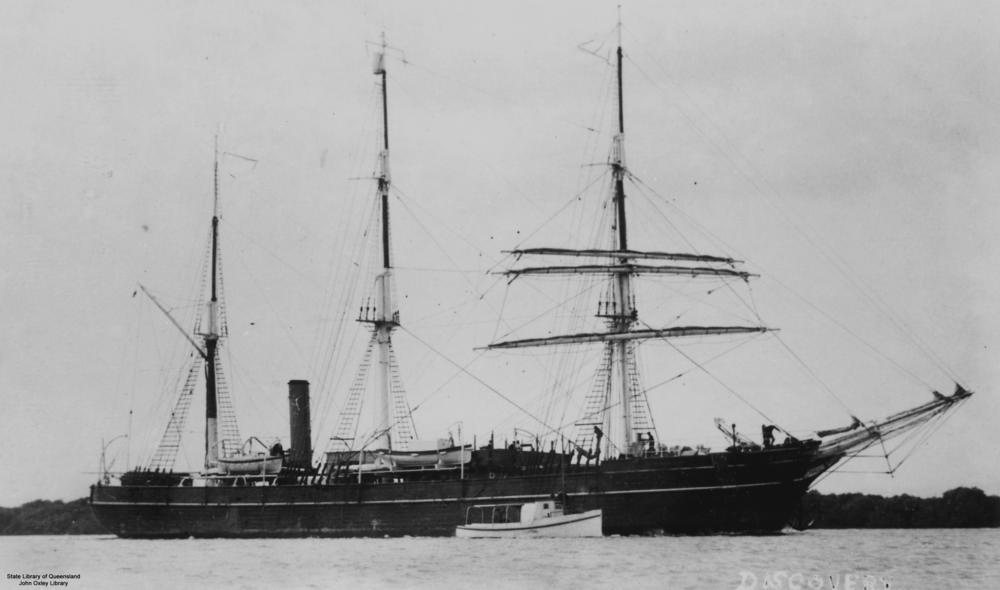
Para las Investigaciones Discovery se utilizó el antiguo barco de exploraciones antárticas RSS Discovery entre 1923 y 1931.

Las Investigaciones Discovery fueron exploraciones científicas referidas a la biología de las ballenas en el océano Austral. Fueron financiadas por el Ministerio de las Colonias del Reino Unido y organizadas por el Comité Discovery en Londres, formado en 1918. Intentaban proveer de apoyo científico al manejo del inventario de la pesca comercial de ballenas antárticas. El trabajo de las Investigaciones contribuyó enormemente a nuestro conocimiento de las ballenas, el kril del que alimentan y la oceanografía de su hábitat, mientras trazaba la topografía local, incluyendo el pico Atherton. Las investigaciones continuaron hasta 1951, y el informe final se publicó en 1980.

## Laboratorio
El trabajo basado en la costa en Georgia del sur ocurrió en el laboratorio marino, Discovery House, construido en 1925 en la punta Rey Eduardo, que estuvo ocupado hasta 1931. Los científicos vivieron y trabajaron en el edificio, viajando media milla o más a través de la ensenada del Rey Eduardo hasta la estación ballenera en Grytviken para trabajar con las ballenas traídas a tierra por barcos comerciales de la caza de ballenas.

## Barcos
Utilizaron las siguientes naves:
- RRS Discovery de 1924 a 1931
- RRS William Scoresby de 1927 a 1945 o posterior[1]
- RRS Discovery II de 1929 a 1951[1]

## Libros
Las Investigaciones Discovery fueron descritas en los siguientes libros:
- Great Waters by Sir Alister Hardy - Collins, 1967
- South Latitude by F D Ommanney - Longmans, 1938
- Discovery II In The Antarctic by John Coleman-Cooke - Odhams, 1963
- A Camera in Antarctica by Alfred Saunders - Winchester Publications, London, 1950